# ステファーノ・ジェルヴァゾーニ
ステーファノ・ジェルヴァゾーニ（Stefano Gervasoni、1962年7月26日 - ）はイタリアの現代音楽の作曲家。

## 経歴
ミラノのヴェルディ音楽院でルカ・ロンバルディ、ニッコロ・カスティリオーニ、アツィオ・コルギほかに師事。
2008年8月29日にはサントリーホール国際作曲委嘱シリーズNo.32として『ルコネサンス』が、東京のサントリーホールで初演された。

## 主な受賞歴
- 11. Internationalen Kompositionswettbewerbs/Kompositionsseminars Boswil, Boswil, Switzerland, 1995年: 第1位
- IRCAM-Ensemble InterContemporain Reading Panel, Paris, France, 1993年: 第1位
- Forum '91, Université de Montréal, Montréal, Canada, 1991年: 第1位[6]